# Ray LaHood
Raymond H. "Ray" LaHood (* 6. prosinec 1945) je americký republikánský politik. V letech 2009–2013 byl ministrem dopravy USA ve vládě Baracka Obamy. Před svým angažmá v Obamově vládě byl od roku 1995 poslancem Sněmovny reprezentantů, v níž zastupoval stát Illinois za 18. kongresový okres.